# جورج مارتينيز
جورج مارتينيز (بالإنجليزية: George Martinez)‏ هو عالم سياسة أمريكي، ولد في 11 مارس 1974 في بروكلين في الولايات المتحدة.